# Galactea stercoraria
Galactea stercoraria är en insektsart som beskrevs av Ludwig Redtenbacher 1908. Galactea stercoraria ingår i släktet Galactea och familjen Diapheromeridae. Inga underarter finns listade i Catalogue of Life.